# Дух студента
«Дух студе́нта» (англ. School Spirit) — американский кинофильм режиссёра Алана Холлеба, эротическая комедия с главными ролями Тома Нолана и Элизабет Фокс. Фильм впервые был показан в США — 30 октября 1985 года.

## Сюжет
Молодой парень Билли Бэтсон едет на свидание со своей девушкой. Он надеется на секс с ней, но у него нет ни одного презерватива. Тогда он едет за презервативами и находит их в придорожной закусочной. Теперь он спешит обратно и на большой скорости врезается на своем автомобиле в большой грузовик и погибает.
На небесах его воскрешают, но уже в виде духа, чтобы он смог встретиться со своей любимой и провести с ней ночь. Билли теперь невидим и может увидеть всё, о чём раньше и не мог мечтать. Например, наблюдать за голыми девушками в женской раздевалке. И он решает немного пошалить.

## В ролях
- Том Нолан — Билли Бэтсон
- Элизабет Фокс — Джудит Хигтауэр
- Ларри Линвилл — президент Гримшоу
- Роберта Коллинз — Хелен Гримшоу
- Майкл Миллер — Чак Римбайт
- Брайан Манн — Бардучи
- Джон Финнеган — Пинки Бэтсон